# Црънча (област Смолян)
 Тази статия е за селото в област Смолян.  За селото в област Пазарджик вижте Црънча (Област Пазарджик).  
Црънча е село разположено в Югозападна България на около 2 километра от държавната граница с Гърция. То се намира в община Доспат, област Смолян. До 1988 година населеното място е съставно село към община Сатовча, област Благоевград.

## География
Село Црънча се намира в планински район в югозападната част на Родопите, на 18 километра южно от град Доспат и на 30 километра югоизточно от град Гоце Делчев. То попада в историко-географската област Чеч.
Къщите са построени в малка седловина, малко под върха на височинното плато, разположено в местностите Райвлен, Ливаде, Горното гробище и Бърчината, което е с полегат релеф и е единствената естествена защита от северните ветрове, както и подходящ терен за земеделска дейност.
Въпреки че платото е по-подходящо за застрояване, самите къщи сякаш са търсили закрила от северните планински ветрове, минаващи над платото, като са накацали една до друга и една под друга, по посока от изток на запад и всяка една от тях е огрявана от слънцето от сутрин до вечер през целия ден. На изток погледа стига и се спира от склоновете на Барутинско-Буйновския планински масив, а на запад погледа преминава през диплите на областта Чеч до върховете на Пирин.
Самият терен, на който са построени къщите, е със средно лек полегат склон, с изцяло южно изложение и с оглед към разположения под селото планински каньон Рата, в посока към село Бръщен на отсрещния рид и явно търсещ в простора на скритото зад извисяващата се на югоизток планина Али ботуш и още по на юг намиращото се далечно топло Беломорие.
С това си разположение селото е недосегаемо за наводнения и падналият през зимата сняг, който се топи бързо под въздействието на южните лъчи на слънцето. Климатът е мек и през цялата година няма силни горещини и силни студове. Лятото не е много горещо защото има постоянно и умерено ветрово течение, а зимата е с кратки и не много силни снеговалежи.
Землището на селото попада в пояса на буковите гори, ландшафтът е ерозионно-денудационен на гранитоидни скали, за който са характерни естествени гори, преобладаващи от бреза и голи скали, горско-храстовата растителност и смесените площи с естествена и аграрна растителност.

## Икономика и стопанска дейност
Населението се занимава основно със земеделие чрез формирани малки земеделски или семейни стопанства и ферми. Основната стопанска дейност и доходи са от производството и продажба на ориенталски дребнолистен тютюн, отглеждан на малки площи и ниви в землището на селото, сушен на открито в полиетиленови сушилни. За собствени нужди и консумация се отглеждат и различни видове зеленчуци и плодни овощни дървета. Част от населението и домакинствата като земеделски производители отглеждат по една, две крави, овце и кози, които се използват основно за производство на продукти от мляко и месо за собствено потребление. Част от домакинствата отглеждат по един кон, муле или магаре, които се използват като работен и товарен добитък в земеделието и за снабдяване с дърва за огрев и отопление. Частично в земеделието се използва и механизация, колесни и верижни трактори за първоначална обработка на почвата, есенна или пролетна оран на площите. Изхранването на животните се осъществява от груби фуражи и окосено сено придобито от собствени ливади и пасища, както и концентрирани фуражи закупувани от полските райони. През летния и есенния сезон, част от населението си набавя допълнителни доходи от бране и продажба на горски плодове – боровинки, къпини, малини и диворастящи гъби.
В селото има цех за шивашко производство с променливо заети лица, основно жени, от 30 до 60 души. Съществуват малки търговски обекти, кафе-аперитиви, заведения и магазини. В селото функционира фурна за производство на хляб към потребителска кооперация град Доспат и втора фурна за производство на местен хляб. Обществено заетите лица в публичния сектор са служители в кметството, учители и възпитатели в училището и детската градина. Една част от жителите работят на постоянна работа в мините и рудниците в град Бобовдол. Друга част от мъжкото население работи като строители в различните краища на страната. Трета част от населението осъществява сезонна стопанска дейност като временно наети в различни стопански отрасли в Англия, Гърция, Америка и Испания. Голяма част от възрастното население е пенсионирано след дълги години работа в селското стопанство на бившите АПК и ТКЗС, бивши миньори от урановите рудниците на село Барутин, Елешница и град Смолян, както и бивши работници от горските стопанства, всички които се занимават допълнително и със земеделска дейност в личните семейни стопанства.

## История
Населеното място е създадено и съществува от времето на древните тракийски царства, римското владичество. След 1912 година Црънча е съставно село на Неврокопска околия, след това за определено време е било съставно населено място към околия Драма. Към 1926 година Црънча влиза в състава на община Кочан. След закриването на община Кочан през 1934 година, попада в община Сатовча. С указ 80 на Президиума на Народното събрание от 13.02.1950 г. е причислено към възстановената община Кочан. С решение на Благоевградски окръжен народен съвет от 28.11.1958 г. отново е причислено към община Сатовча. Върнато е отново на община Кочан по силата на указ 959 на Президиума на Народното събрание от 23.12.1965 г. С указ 2295 на Държавния съвет на НРБ от 22.12.1978 г. община Кочан е отново закрита и всичките ѝ съставни селища, включително и Црънча, са включени отново в състава на община Сатовча. По силата на указ 3005 на Държавния съвет на НРБ от 06.10.1987 г. селото преминава от община Сатовча към община Доспат.
Под село Црънча, в местността Римският мост, е минавал древен тракийски път, по-късно използван от римляните и от Византия, свързващ долините на реките Места и Струма с Горнотракийската низина. Пътят почти съвпада с артерията Виа Егнация. Римският път и мост е разрушен при изграждането и ремонтирането на пътната мрежа в региона през втората половина на 20. век. Мостът е бил едно от малкото места, където река Рата е можело да бъде пресечена преди изграждането на язовир Доспат, а положението на селото над моста му е давало важно стратегическо значение.
Поради това стратегическо разположение местното население насила е било ислямизирано през 16. – 17. век, при което голяма част от него е било избито от османската власт. Насилственият характер на този процес стои в основата на името на местното българо-мохамеданско население „помаци“. Кървавите събитията от този период са представени в романа на Антон Дончев „Време разделно“ (1964 г.) и едноименния филм от 1988 г. След насилствената ислямизация в селото християни практически не остават.
По време на Априлското въстание от местното мюсюлманско население са формирани башибозушки части в района Дъбраш, които подтикнати от турската власт и ислямското духовенство участват в разоряването на редица български села по северните склонове на Родопите, дори такива, които не са възставали. Трагичните събития, свързани с поголовно избиване на християнското население, организирани изнасилвания, масови кражби на покъщнина и на осиротели деца, детайлно се разгледани в романа „Калуня-кала“ на Георги Божинов (1988 г.), където селото е споменато с действителното си име.
Като възмездие за участието им в издевателствата през 1876 г., в периода на Балканската и Междусъюзническата война, в края на 1912 и началото на 1913 година е извършено насилствено покръстване на помашкото население в Родопите и селото е опожарявано два пъти, при което масово са били избити и изклани по-голямата част от жителите му, поради отказ да приемат насилствено наложената християнизация. Насилията са извършени от свободно образувани паравоенни формирования от християнските села от района на Чеч, предимно от селата Сатовча, Долен и Гърмен, и отчасти от военни длъжностни лица, водени от тогавашния околийски управител Хаджи Мървак и от църковни служители на Неврокопската епархия и Българската православна църква.
В 1910 г. в селото живеят 396 жители, след края на Първата световна война в 1920 г. то е с население 195 души. След това броят на населението е както следва: 1926 година – 251 жители; 1934 година – 283 жители; 1946 година – 351 жители; 1956 година – 386 жители.
Според Димитър Гаджанов в 1916 година в Кочан, Бръшлян и Жишево, Любча, Марулево, Усина и Црънча живеят 2416 помаци.
През 1987 година кметът и директорът на училището на съседното село Бръщен и кметът на град Доспат отишли в София, като директорът се представил за кмет на Црънча и поискали административна процедура за прехвърлянето на Бръщен и Црънча към община Доспат с уговорката спорният водоизточник, снабдяващ двете села, да бъде предоставен единствено само за населението на село Бръщен. Последвала така наречената „Водна война“ между двете села, която приключила успешно след двумесечна блокада и обсада на населените места от нощни доброволни селски наряди и постове, които наблюдавали подстъпите към двете села с цел да не се допусне умишлен палеж на къщите и стопанските сгради, както и след успешната намеса на специализирани военни части за предотвратяване на масовите безредици. Неизвестни лица от село Бръщен умишлено отрязали моста и прекъснали пътната връзка на село Црънча с останалия свят, но след това други неизвестни лица отрязали захранващите кабели за високо напрежение и прекъснали електрозахранването за село Бръщен. Преговорите между страните са се осъществявали под ръководството на вицепрезидента на Република България Атанас Семерджиев, областните управители и представителите на общинските администрации. По време на обсадата, вицепрезидентът облита района на действията с военен хеликоптер и осъществява кацания в двете села, където провежда преговори с протестиращото население за прекратяване на размириците. За радост „Водната война“ и обсадата приключила без жертви, а само със заплахи, ругатни и обиди, временно взети заложници от двете страни и малки натъртвания при лек ръкопашен бой между участниците. Всичко приключило успешно чак когато и двете села са били водоснабдени с помощта на нов, допълнителен водоизточник каптиран с помощта на съществуващите тогава Строителни войски. Събитията по така наречената „Водна война“, са отразени и обявени единствено по европейските радиостанции „Свободна Европа“ и „Би Би Си Лондон“.
През 2012 година жителите на селото изпращат писмо до българските институции и гръцкото посолство в София, в което заявяват желанието си Црънча да бъде прехвърлено към Гърция, тъй като вече 20 години след демократичните промени още не им е върната земята.

### Варианти на името
Варианти на името са Рата, Странджа, Странча, Черница, Черничан, Черничен, Черничян, Стрънча, Църънча, Царънча, а в някои османски документи Чринча (на османски турски: ﭼــريــنــﭽــه)

## Религии
Населението е изцяло помашко и изповядва исляма. Местното население изповядват традиционен ислям – сунитство.

## Обществени институции
- Кметство село Црънча;
- Основно училище „Никола Й. Вапцаров";
- Целодневна детска градина „Зора“;
- Народно читалище „Просвета“;
- Мюсюлманско джамийско настоятелство;

## Културни и природни забележителности
Црънча е известно с шитите терлици, ръчно тъканите китеници и килими, които се правят в селото. Край селото има скално образувание, наричано Скалето, използвано като светилище през късната бронзова епоха и през желязната епоха, където са се извършвали древни тракийски езически ритуали, както и древен тракийски и римски път, свързващ населеното място с Беломорието. Забележително е голямото наличие на тракийски и римски гробове, разположени по цялото землище на населеното място. В една от могилите е открита урна, съдържаща кости, останали след кремация и сребърен връх на копие. Едно от големите стари гробища е разположено на най-високата точка в землището на селото, наречено Горното гробе. След аматьорски археологически проучвания на местни учители през 50-те години са разкрити скелетни погребения с инвентар главно от глинени съдове. При обхождания на обекта са открити материали от средновековието. Друг интересен обект в близост до Црънча е селището в местността Чуглата, където са открити фрагменти от антични глинени съдове. Друго антично селище е имало и в местността Станделе, а трето селище от същия период е локализирано и в местностите Шабанца под Скалето. В местността Брезе има голяма могила с височина 2 метра и диаметър 25 – 30 метра.
През селото е минавал един от главните тракийски и римски пътища за Драма и Кавала, като над река Рата (Доспат) е можело да се мине единствено през римски двусводов мост, намиращ се в местността Римският мост, между Црънча и Бръщен. Мостът е разрушен чрез постоянно миниране от вечерния наряд през 1956 година при престрелка между граничните служби и диверсионна група, бягаща към Гърция, в която е убит един от дежурния наряд – граничарят стражар Вергил Ваклинов и неговото патрулно куче-следотърсач Вихър.
Селото се намира на ръба на пропастта, в която тече река Доспат с предишно старо наименование Рата, използвано все още от населението в Драмския и Неврокопския Чеч. От селото се разкрива живописна гледка към каньона на реката, планините в Северна Гърция и Югозападна България.

## Празници и събития
Празнуват се като основни празници Рамазан байрам и Курбан байрам. Марта и Невруз се отбелязват през месец март, Гергиден на 6 май, Предой – на 24 май, Касъм – през месец октомври, Нова година – на 31 декември и 1 януари, както и официалните държавни празници на страната. Марта, Неврус, Гергиден, Предой и Касъм се празнуват като религиозно-обредни събития и обичаи, свързани с различни поверия, наподобяващи древните тракийски езически ритуали, от които произлизат впоследствие и някои християнски празници.
- Марта – обреден обичай, отбелязван в първите дни на месец март свързан с поверие за здраве, плодородие и предпазване на семейството, домашните животни и покъщнината от опасности през годината. Събират се сухи треви от сено, слама и съчки, които се поставят на купчинки на различните ъгли на къщата и плевнята и след запалването им, под надзора на стопанката на къщата огньовете наситени с много дим се прескачат от децата и членовете на семейството с цел през лятото да не бъдат ухапвани от змии и други опасни и отровни животинки и твари;
- Невруз (22 март) – поверие и обичай, през който ден не трябва да се извършват определени дейности в домакинството. Празникът е равностоен на Нова година при туркмените и други средноазиатски народи;[19] Празникът е със зороастрийски произход и вероятно е останал от арменските павликяни, които Византийската империя империя е разселила в Родопите през Средновековието.[20]
- Предой – обичай, провеждан през месец май свързан с плодородието, събирането, разделянето и преброяването на овчите стада и овчарите;
- Касъм – обреден обичай с арменски произход, отбелязван в края на месец октомври;[20]
- Молитви за дъжд (Пеперуга) – обреден обичай при засушаване, изпълняван в джамията или на открито покрай чешма, където се приготвя и раздава курбан с произнасяне на молитви към Аллах за даване на дъжд и плодородие за реколтата.

## Местности
Аса̀нкеьовата колиба, Абдю̀левите ка̀щи; Аральо̀вица, Ба̀рдзето, Ба̀рдзевата ливада, Ба̀ртинско селище, Ба̀би дрен, Базѝева дол, Белѝя ка̀мин, Бѐлковица, Беречица; Барчѝната, Буковѐте, Брѐзе, Блата̀та, Белчѝнца, Борѝката, Бѐла во̀да, Буна̀ра, Бу̀шевите ла̀ки, Валка̀нца, Ва̀рбицата, Варшила̀та, Ва̀лкова падина, Верѐто, Вѐлюво нѝвище, Вършѝлото, Вла̀довица, Врис, Га̀рковица, Га̀рчево дере, Геу̀римамов гроб, Горна Тѐхневица, Горното гро̀бе, Го̀рни мост, Градѝнето, Градѝнките, Далаковото, Далбоките падини, Денѝцата, Демѝреви плевни, Дѐрльовица, Долното гро̀бе, Желво̀ка, Жѐнска череша, За̀лапатев бунар, Исѝнковото варшѝло, Кокѐрца, Кукѝгурско, Калѝща, Кара̀чобановия орех, Кѝселицата, Кру̀шицата, Кра̀ставия аят, Калпа̀тев гро̀б, Катра̀нища, Калта̀ка, Кату̀пе, Кара̀османския баѝр, Коѝле, Корѝята, Коза̀рник, Кру̀шата, Ла̀ката, Ло̀ковица; Лива̀де; Лю̀лекова дупка; Малзгите; Ма̀ндрището; Матру̀ната, Мура̀товото, Неко̀лова падѝна, О̀тровата, О̀йната, Падѝнките, Пада̀лото, Па̀пратя, Пѐцаница, Пѐйкови ла̀ки, Пещура, По̀ток, Поточката барчина; Понѝква, Прѐвалата, Пукнат ка̀мень, Пребѝт ка̀мен, Ра̀ста, Равнѝя пат, Ра̀та, Рѐката, Равнѝща, Ра̀здола, Ра̀йвлен, Разка̀пана стѐна, Ра̀йчовица, Райку̀ша, Рѝмския мост, Скалѐто, Стана̀та, Ста̀нделе, Са̀мбашова ла̀ка, Стоя̀нца, Средо̀рец, Сърбину̀ша, Селѝмковото, Сто̀ките, Сѐлището, Ста̀йчин гроб, Студѐна во̀да, Топа̀виците, Точѝла, Тѐхневица, Тополките, Ту̀мбата, Усо̀йските ливади, У̀шевица, Фърлѐлото, Чу̀глата, Шаба̀нца, Шаба̀нова стѐна, Ширнѐто, Шишковица, Ябълките; Я̀мата,

## Кухня
Кухнята, гозбите и ястията са традиционните за Родопите и Чеча. Масови ястия са: варен боб със заливка (за̀бела) от препържено олио, червен пипер и подправка от ситно нарязан лук; зелен фасул със забела от препържено олио, червен пипер и лук; печено агнешко или овче чеверме на фурна или на шиш; агнешки, овчи или телешки дреболийки с обработени лойни и тънки чревца, задушени в тенджера или пържени в тиган; телешко домашно консервирано в буркани; телешка глава в шкембе, печена и задушена на фурна; пастърма от осолено и сушено овче месо; питар от варено дребно овче месо с лой, оформено на питка; клин от ръчно точени брашнени кори с ориз и яйца; мързелив клин от ориз, яйца с урда или сирене, печени във фурна; завит клин от ръчно точени кори, обвити и сплетени на рула в плитка с пълнеж от сирене, урда и яйца, печен във фурна; зелник от спаначени зелеви листа, ориз, яйца, урда или сирене, обвити с ръчно точени листа, печен на фурна; качамак от царевично брашно, който се сервира с месо от буркан; маслена каша от царевично или пшеничено брашно със заливка от масло, сирене, урда или пръжки от пастърма; варени цели картофи; картофи, нарязани, печени на фурна с късчета пастърма; урда от млечна извара и изцедено мляко; пърженица от пресни яйца, с лук, сирене или урда, пържени на тиган; ашара от варено прясно мляко с ориз и захар; бърканица (айрян) от кисело разбито мляко с вода; краве или овче кисело мляко; пресник от варено прясно краве мляко; кутмач от варено прясно овче мляко; фъдулки от ръчно месено тесто, печени на фурна; мекици от ръчно месено тесто, пържени на тиган; горски гъби; пчелен мед; местно отглеждани зеленчуци – полски домати, краставици, марули, лук, спаначено зеле, червени чушки, лютиви чушки; лангюр – сок от престояли и слабо ферментирали горски плодове, киселица, транково грозде, сливи и други; пресни диви и облагородени плодове – сливи, круши, череши, ябълки, матруни, зоници, дренки, малини, къпини, боровинки; сушени горски лешници и орехи.

## Любопитни факти и събития
- 1912 година – Начало на операцията за асимилация на населението чрез налагане на насилствена християнизация, смяна на арабско-мюсюлманските имена, насилствено покръстване, кланета, убийства на населението и опожаряване на селото, продължило до края на 1913 година;[21][22]
- 1922 година – Проведени мероприятия по втория Възродителен процес;
- 1926 година – Възстановяване на старите две воденици-мелници по поречието на река Доспат;
- 1934 година – Започва дейността си Дружба "Родина" – насилствено са наложени български християнски имена, а традиционната носия е забранена. В богослужението арабският език е заменен с български.[23]
- 1934 година – Селото е опустошено от проливен дъжд и градушка;
- 1943 година – Мобилизация на войници от селото за армията на коалицията и впоследствие преминаване и участие във Втората световна война;
- 1945 година – Проведени мероприятия по четвъртия Възродителен процес;[22]
- 1951 година – В селото е отворен първият магазин, част от Потребителна кооперация „Напредък“, Община Кочан;
- 1961 година – Проведени срещи с договорки между представители на държавната власт и населението за цялостно преселване на селото в пловдивското поле;
- 1963 година – Създаване и сформиране на спортен футболен клуб „Вихър“ – Црънча, който през 2010 г. е преименуван на „Абърдийн“ – Црънча;
- 1964 година – Прокаран е първият електропровод за селото и е пусната за първи път електроенергия за битови нужди;
- 1972 година – Насилствена смяна на имената и начало на Възродителен процес;[22]
- 1974 година – Извършено е принудително коопериране на имотите на земеделските стопани в ТКЗС и впоследствие преобразуване в АПК;
- 1976 година – Закупен е първият частен лек автомобил в селото – марка ЗАЗ – „Запорожец“;
- 1977 година – Проведена археологическа експедиция и разкопки в района на тракийското светилище Скалето от археологическа група от страните на Централна Европа;
- 1978 година – Открит е древен тракийски и римски водопровод направен от глинени тръби, водоснабдяващ центъра на селото от водоизточници в местност Ливаде, местност Горното гробе;
- 1980 година – Начало на прокарване на новия черен път от село Црънча през местността Владовица за село Барутин;
- 1982 година – Направено е първото асфалтиране на пътя от разклона Владовица до село Барутин;
- 1985 година – Двумесечната „Водна война“ между населението на Црънча и Бръщен и блокиране на селата от полицейски и военни части;
- 1985 година – Прокарване на първия държавен водопровод от метални тръби и централно водоснабдяване на селото;
- 1985 година – Направено е първото асфалтиране на улиците в селото;
- 1986 година – Начало на ремонт и частично асфалтиране на пътя от село Ваклиново до село Црънча, спряно в края на същата година;
- 1987 година – Пристрояване и разширение на новото училище и откриване на целодневна детска градина;
- 1988 година – Налагане на принудителна административна промяна и преминаване на селото от община Сатовча, област Благоевград към община Доспат, област Смолян;
- 1990 година – Основен ремонт на сградата и възстановяване минарето на джамията;
- 1993 година – Начало на ликвидацията на Аграрно-промишления комплекс и Трудово-кооперативното земеделско стопанство;
- 1994 година – Начало на двегодишното масово иманярско нашествие от различни краища на страната и разкопки на тракийски и римски гробища, стари зидове, основи и останки от укрепителни съоръжения и могили, разположени в землището на селото, продължило до края на 1996 г.;
- 1997 година – Пуснат е първият шивашки цех „Прѐвалата“ и са открити първите недържавни работни места;
- 2001 година – Първото производство на дървени въглища в района по открит способ в камини, в местността Пониква;
- 2003 година – Начало на строежа на новата кметска сграда, завършена през 2006 година;
- 2004 година – Направено е първото асфалтиране на пътя село Црънча, разклон Владовица за село Барутин;
- 2005 година – Предприети действия по актуализация на стария идеен мегапроект от 1964 г. за построяване на Хидроенергиен комплекс РАТА, представляващ построяване на три язовирни гравитационни стени и язовири на река Доспат, на 0,7 километър преди българо-гръцката граница, вторият след сливката на река Рата и река Осинска в местност Шумата, землище село Бръщен и село Жижево и третият 0,8 км след мест. Владовица; Хидро-Енергиен Комплекс - РАТА
- 2006 година – Начало на изпълнение на проект Родопи - по пътеките на Орфей и Евридика, имащ за цел създаване на контактен пункт между България и Гърция с възстановяване на съществуващите в миналото древни тракийски и римски пътища между Родопите и Беломорието, като път с туристическа насоченост за туристи, работници, леки и лекотоварни автомобили по направление Пазарджик – Пещера – Батак – Доспат – Барутин – разклон Владовица – гранична пирамида №190, продължаващ на територията на Република Гърция по направление – гранична пирамида №190 – разклон село Борово (Потами) – село Вощица (Микромилия) – село Попово село (Пападес) – село Махаледжик – село Дряново (Монастираки) – град Драма – град Кавала.

## Други
От 1995 година над десет пъти годишно мълнии поразяват къщата на Зекир Чолаков, впоследствие наречена „Къщата на мълниите“. Тази загадка се е превърнала в привличаща сила за научни, фирмени и ведомствени интереси. Самозапалването се е забелязвало дори при напълно ясно и безоблачно време. Въпреки изградената гръмозащитната система, която пази района в радиус от 20 метра, двата гръмоотвода не спират естественото електричество, а къщата периодично току пламва. Множество хипотези, свързвани дори с мистични сили и златно съкровище на траките, са били изказани във връзка с това явление. Преди време в близост до мястото е имало и археологическа експедиция, затова и местните свързали мистерията с нещо, заровено в земята. През 1994 година в близост от това място при изкоп на основите на строеж на съседна стопанска сграда са извадени позлатен пълен комплект военни доспехи, принадлежащи на знатен тракийски воин-владетел, които през 1994 година са иззети от органите на реда от иманяри в община Сатовча, който комплект е изложен в Националния археологически музей – София, с отбелязан произход от района на община Сатовча. От този период и от многократните набези на иманяри от 1990 година е останалото наименованието „Селото на тракийските съкровища“. Отделно учени от БАН изследвали земни проби от под къщата и установили, че привличането на мълниите е в резултат на химични промени, при които почвата силно се метализира, но все още не са изяснени причините за превръщането на твърдия камък в сулфати и други съединения с метален характер, както и наличието на много висока електропроводимост около тези сгради. При един от многото случаи на паднали мълнии в къщата на Зекир Чолаков, всичкият домашен добитък измрял, а хората оцелели като по чудо. Анонимна българска лекоатлетка се трогнала от случката и затова дарила на семейството 500 лева за нова крава.

## Личности
- Бабата на Таркан – известен певец и музикант от Турция, Незе, е родом от Црънча, емигрирала в Турция през 1912 година.[25]

### Родени
- Мустафа Чаушев – четник от ВМРО[26];
- 187 жители, от тях 65 жени, на село Црънча, измъчвани, насилвани, разпъвани и приковавани с пирони на кръст, избити, изклани и изгорени при насилственото покръстване и насилствено налаганата християнизация през периода – октомври 1912 г. – ноември 1913 г.;
- Ахмед Ходжев – духовен наставник на селото, имам и общественик, един от първите убити при насилствено налаганата християнизация на селото през октомври 1912 г.;
- Салих Делибашев  (Франко) – участник във Втората световна война и дългогодишен кмет;
- Мехмед Долапчиев (Мемедю) – участник във Втората световна война;
- Юсеин А. Шабански (Драмски) – участник във Втората световна война, производител и търговец на гребени за тъкачни станове, пчелен мед и пчелни продукти;
- Мустафа Мустафов Адемов – участник във Втората световна война през 1945 г. в боевете при Драва и Суболч Унгария. Награждаван с медали и орден за храброст;
- Сашо Касабов – футболист на „Червено знаме“ – Кочан, ПФК Пирин – град Гоце Делчев, кмет и общественик, (1951 – 2008);
- Ангел Долапчиев (Доктора) – известен опитен и дългогодишен хирург, преселник и живеещ в град Ловеч;
- Васил Войнов – заместник-министър в министерство на труда и социалната политика, мандат 2005 – 2009 година, преселник и живеещ в град Девин;[27]
- Васил Байрактаров – предприемач, бизнесмен, живеещ в Чикаго, САЩ;
- Недко Хаджиев - общественик и дългогодишен кмет на селото

## Галерия
- Црънча
- Към Пирин
- Село Црънча вляво и село Бръщен вдясно
- От Црънча към Ваклиново
- Къщата на гръмотевиците – до гръмоотвода